# Alicja Iwańska
Alicja Iwańska, também conhecida como Alicia Iwanska (próximo a Lublin, 13 de maio de 1918 - Londres, 26 de setembro de 1996), foi uma socióloga, acadêmica e escritora polonesa. Nascida na pequena nobreza rural da Polônia, sua família integrava a classe dos intelectuais e incentivou Iwańska a perseguir seus sonhos literários. Ela começou a publicar poesia em 1935 em várias revistas literárias. Após concluir o ensino médio, matriculou-se em cursos de filosofia na Universidade de Varsóvia e passou a fazer o mestrado. Quando a Segunda Guerra Mundial estourou, ela se juntou ao movimento de resistência e serviu como mensageira. Envolvida na Revolta de Varsóvia de 1944, no final da guerra ela se tornou parte da oposição anticomunista secreta. Quando as prisões envolvendo o movimento clandestino começaram, Iwańska foi forçada a fugir para os Estados Unidos em 1948, onde ela relutantemente pediu asilo.
Com pouca proficiência em inglês, Iwańska inicialmente teve dificuldade em se ajustar. Ela se matriculou na Universidade Columbia para completar seus estudos de doutorado, mas não terminaria seu curso até 1957. Incapaz de garantir uma cátedra, ela fez vários contratos curtos, trabalhando em faculdades tradicionalmente negras no sul segregado, como Universidade de Atlanta e Talladega College. Lá, ela ministrou palestras sobre as semelhanças entre a perseguição política, religiosa e racial na Europa e as restrições da segregação nos Estados Unidos. Em 1954, transferiu-se para a Universidade de Chicago e começou a estudar com o antropólogo americano Sol Tax. Ansiosa por viajar ao México para fazer pesquisas, em 1957 ela se casou e se naturalizou americana. Seu trabalho com o povo Mazahua lhe rendeu o reconhecimento como socióloga pela UNESCO e ela acabou sendo professora na Universidade do Estado de Nova Iorque, em Albany em 1965, onde trabalhou até se aposentar em 1985.
Nunca se sentindo à vontade nos Estados Unidos, Iwańska mudou-se para Londres, onde iniciou um período de intensa criação literária. Em 1989, ela foi homenageada com a cruz de cavaleiro da Ordem da Polônia Restituta. Diagnosticada com câncer de pulmão em 1996, escreveu suas memórias finais sobre o sistema de saúde britânico. Como seu trabalho científico foi escrito em inglês e sua produção literária em polonês, seu legado sofreu com a compartimentação. Uma bolsa recente procurou examinar ambos os aspectos de sua carreira e recuperar suas contribuições para a antropologia, bem como sua literatura.

## Primeiros anos
Alicja Iwańska nasceu em 13 de maio de 1918 na pequena nobreza da propriedade de Gardzienice, perto de Lublin, filha de Stanisława Stachna (nascida Miłkowska) e Jan Iwański. A origem de sua ancestralidade é desconhecida, com histórias de família indicando que o primeiro ancestral, Jan Kante Iwański, veio para Tarnów como trabalhador na propriedade florestal da família Sanguszko, prisioneiro de guerra ou refugiado político russo. Os registros de sepultamento indicam que a família era de pequena nobreza e usava o brasão de armas Jastrzębiec. Seu avô, August Iwański, tinha propriedades significativas na Ucrânia, mas comprou a propriedade na voivodia de Lublin e realocou sua família para escapar dos distúrbios na fronteira durante a Primeira Guerra Mundial e a Revolta na Grande Polônia. Iwańska nasceu na propriedade, mas quando a turbulência os atingiu em Gardzienice, eles venderam a propriedade e se mudaram para o oeste, residindo na aldeia de Mikorzyna, perto de Poznań.
O pai de Iwańska já havia ficado viúvo e depois se divorciou de sua segunda esposa. Seu terceiro casamento com a mãe de Iwańska gerou polêmica, em parte por causa de sua reputação de boêmio e mulherengo, mas também por causa da diferença de 19 anos entre as idades. Sua vida pródiga, que muitas vezes excedia suas posses, e suas disputas com o clero local forçaram a família a se mudar para Rzetnia. Essa mudança foi traumática para Iwańska e pelo resto de sua vida ela acreditou que estava destinada a ser uma errante. A casa de seus pais era um paraíso para intelectuais e muitas vezes o ponto de encontro dos skamandritas, especialmente porque o primo de seu pai, Jarosław Iwaszkiewicz, fazia parte do grupo de poetas experimentais e sua mãe era poetisa. Quando Iwańska começou a mostrar interesse em escrever, seu pai consultou o poeta Julian Tuwim para melhorar suas habilidades.
Depois de iniciar sua educação secundária no Gimnazjum Generałowej Zamoyskiej (Ginásio General Zamoyski) em Poznań, Iwańska logo foi transferida para o Gimnazjum Posselt-Szachtmajerowej (Ginásio Posselt-Szachtmajerowa) em Varsóvia. A escola mais liberal de Varsóvia, era mais adequada ao seu temperamento, levando à sua matrícula em meados da década de 1930. Após sua estreia poética em 1935, publicada na revista literária Okolica Poetów, ela rapidamente começou a publicar em outras revistas literárias, incluindo Akcja Literacka e Kamenie. Em 1936, ela se matriculou na Universidade de Varsóvia para estudar filosofia com Tadeusz Kotarbiński, um eticista e filósofo polonês. No meio de seus estudos, enquanto viajava de trem para Bruxelas para fazer uma pesquisa para um mestrado, Iwańska conheceu Jan Gralewski, que também era aluno da Universidade de Varsóvia e estava a caminho para estudar em Paris. Sua viagem ao exterior a deixou ciente do crescente nacionalismo que se espalhava pela Europa, bem como do sentimento antissemita e anticatólico da época, embora ela fosse na verdade uma ateísta. Ela retornou à Polônia pouco antes do início da guerra e em 1938, publicou um volume de poemas Wielokąty.

## Carreira

### Resistência polonesa

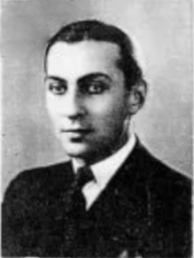
Jan Gralewski, circa 1943

Ciente de que a guerra estava chegando, Iwańska foi visitar sua família e construir um esconderijo para as necessidades que poderiam ser existir durante o conflito. Ela então voltou para Varsóvia, onde se juntou à organização de resistência Związek Walki Zbrojnej. Trabalhando com Wanda Piłsudska, uma amiga de seus tempos de ginásio, Iwańska, codinome "Squirrel", trabalhava como mensageira. Ela também entregou mensagens de prisioneiros detidos na prisão de Pawiak para suas famílias. Na primavera de 1940, ela encontrou novamente Gralewski, que também era um membro da resistência, codinome "Pankrac", e os dois começaram um romance. Ela trabalhou na rota Varsóvia-Cracóvia com Wanda Namysłowska, enquanto ele trabalhava como mensageiro em rotas estrangeiras, criando despachos na Europa Ocidental para o governo polonês no exílio. Em 18 de janeiro de 1942, os dois se casaram, embora ela não tenha adotado o sobrenome dele. Em 1943, Gralewski morreu, junto com Władysław Sikorski, em um polêmico acidente de avião, embora a informação tenha sido escondida de Iwańska. Ela participou da Revolta de Varsóvia em 1944 e no final da guerra tornou-se parte da oposição anticomunista secreta. Ela se mudou para Poznan em 1945 e começou a trabalhar como diretora literária de Głos Wielkopolski. Quando as prisões começaram a atingir o movimento clandestino, Iwańska recebeu ordens de seus superiores para sair. Graças à influência de um tio, ela ganhou uma bolsa para estudar nos Estados Unidos e deixou a Polônia em 1948.

### Academia
Chegando aos Estados Unidos com um inglês muito ruim e sem saber se queria ficar, Iwańska hesitou em solicitar  asilo, mas acabou fazendo isso quando amigos a avisaram que ela havia sido identificada em investigações. Suas audiências, durante a era do macartismo, se arrastaram por anos antes que o asilo fosse finalmente concedido. Ela se matriculou em um programa de doutorado na Universidade Columbia e enquanto ainda trabalhava em sua tese foi contratada para lecionar no departamento de sociologia da Universidade de Atlanta em 1952. A escola era uma faculdade tradicionalmente negra no sul segregado. Iwańska se sentiu em casa lá, dando palestras sobre as semelhanças entre a perseguição política, religiosa e racial na Europa e a situação nos Estados Unidos. Quando seu contrato expirou, ela recebeu uma oferta de um cargo no Talladega College no Alabama. A Ku Klux Klan estava ativa e todos os professores e alunos da universidade foram impedidos de interagir com a comunidade. Seu ateísmo entrou em conflito com a equipe religiosa da universidade e seu contrato foi encerrado em 1954.
Iwańska mudou-se para Chicago, Illinois, naquele verão e começou a trabalhar para o Projeto dos Povos Eslavos, uma iniciativa da Universidade de Yale -  Pentágono que se concentrava na preservação da cultura tchecoslovaca e polonesa. Enquanto trabalhava no projeto, ela conheceu o geógrafo Philip Wagner, que costumava viajar ao México para trabalhar.  Enquanto trabalhava na Universidade de Chicago, ela foi para estado de Washington para analisar as condições rurais. Apresentado à American Anthropological Association em 1957, seu relatório contrastou as diferenças entre o tratamento dos trabalhadores sazonais mexicanos e dos camponeses europeus. Ela concluiu que os americanos não tinham os mesmos laços históricos com suas terras, vendo-as como um mecanismo de lucro.   Finalmente completando seu PhD naquele ano, ela se casou com Wagner. Ansiosa para viajar com ele e proibida de fazê-lo por causa de seu status de asilada, Iwańska se tornou uma  cidadã naturalizada.
A dupla foi para o México e lá Iwańska, cuja voz criativa havia sofrido nos Estados Unidos, começou a escrever literatura novamente. Ela ficou encantada com a cultura, achando-a mais compatível com sua criação europeia. Ela começou a colaborar com o antropólogo americano Sol Tax, estudou o povo Mazahua, e foi um dos primeiros a publicar detalhes do sistema de deveres cívico-religiosos empregados para manter a ordem em sua sociedade. Alguns de seus trabalhos mais importantes foram escritos durante este período. Trabalhos como  The Mexican Indian: Image and Identity  e  The Truths of Others: An Essay on Nativistic Intellectuals in Mexico  questionou a dualidade do tratamento dos povos indígenas na sociedade em geral, observando que, embora a  ideologia do governo oficialmente celebrassem sua cultura e obras de arte como parte da identidade mexicana única , eles experimentaram o racismo do público. Ganhando reconhecimento da UNESCO como especialista em sociologia, ela foi enviada para treinar no Chile e em Paris, na França, mas ficou frustrada com a burocracia internacional. Sua reputação rendeu-lhe uma cadeira de professora assistente na Universidade do Estado de Nova Iorque em Albany, em 1965, onde seu trabalho, nas duas décadas seguintes, se concentrou principalmente em imigrantes e emigrantes na história americana.
Em 1968, Iwańska publicou  Świat przetłumaczony , um relato fictício baseado em seu trabalho no México. No livro, ela comparou a conquista espanhola do México com a ocupação nazista e governo comunista apoiado pelos soviéticos na Polônia. Seu tratamento científico do assunto Purgatory and Utopia: A Mazahua Indian Village of Mexico foi publicado em 1971 O livro consolidou muito de seu trabalho anterior, examinando a visão dos Mazahua sobre si mesmos, a organização de sua sociedade, seus sistemas de valores e sua visão do mundo mais amplo. Também incluiu uma declaração apresentando a perspectiva do Mazahua em suas próprias palavras. Iwańska entrevistou os moradores, escreveu seus relatos e depois os leu para a comunidade para verificação e modificação.
Em 1973, Iwańska foi um dos entrevistados pela Thames Television para a série britânica The World at War , que descreveu os eventos durante a Revolta de Varsóvia. Ela recebeu o Prêmio Kościelski em 1974. Na década de 1980, Iwańska foi chamada para falar sobre o Movimento de Solidariedade da Polônia. Ela examinou governos no exílio em sua publicação de 1981, Exiled Governments. No estudo, ela analisou as comunidades da diáspora em poloneses e espanhóis e como as várias camadas - membros centrais, leais comprovados e pessoas com laços nacionais - unem-se para influenciar a política internacional, cobrindo também a percepção dos exilados que vivem no exterior. Em 1985, ela se aposentou antecipadamente e se mudou para Londres.

### Retorno literário
Em Londres, Iwańska se concentrou em escrever obras de ficção e suas memórias. Ela também trabalhou na Universidade Polonesa do Exterior, onde gostava de ensinar alunos poloneses. Nunca tendo conseguido encontrar sua voz criativa em inglês, sua produção literária durante esse período foi prolífica, pois ela escreveu em polonês. Em 1987, ela publicou Niezdemobilizowani, um relato ficcional do movimento clandestino anticomunista do pós-guerra. No livro, ela postulou que a morte de Gralewski foi parte de um plano de assassinato e que ele foi baleado, ao invés de morto em um acidente de avião. No ano seguinte, ela publicou Baśń amerykańska, um comentário polêmico sobre a comunidade acadêmica dos EUA. Ela retornou à Polônia pela primeira vez em 1989 e foi homenageada com a cruz de cavaleiro da Ordem da Restituta da Polônia. De volta a Londres, trabalhou em Wojenne odcinki, apresentando as cartas que trocou com Jan Gralewski de 1940 a 1943; um volume de poesia, Niektóre; Właśnie tu!, uma biografia de Jean-Marie Guyau e uma comparação autobiográfica dela mesma; e Potyczki i przymierza, um diário que cobre o período de 1918 a 1985.
Em 1995, ela publicou Kobiety z firmy, que seguiu as histórias de cinco mulheres que trabalharam com ela no serviço de inteligência durante a Revolta de Varsóvia. No ano seguinte, ela publicou Tylko trzynaście, um volume de contos, e recebeu a confirmação de que seu livro Powroty sobre seu retorno à Polônia em 1989 foi aceito para publicação por Gebethner i Ska. Enfrentando problemas de saúde, Iwańska foi diagnosticada com câncer de pulmão, a mesma doença genética que afligiu sua mãe. Enquanto estava sob cuidados paliativos, ela escreveu suas memórias finais, Szpitale, um comentário sobre o sistema de saúde britânico.

## Morte e legado
Iwańska morreu em 26 de setembro de 1996 em Londres, e sua amiga Danuta Hiż publicou Szpitale como um tributo à sua memória no jornal Kultura, publicado pela Associação do Instituto Literário Kultura de Paris. Postumamente, sua tese de doutorado, que incluía entrevistas conduzidas entre 1951 e 1952 com membros da intelectualidade polonesa, foi publicada como Polish Intelligentsia in Nazi Concentration Camps and American Exile: A Study of Values in Crisis Situations, em 1998.
Há uma rua com o nome em homenagem a Iwańska na seção "Propriedade Literária" do subúrbio de Strzeszyn, Poznań. Sua correspondência com Sol Tax, que fornece "rica documentação" sobre sua carreira, está guardada na Biblioteca da Universidade de Chicago, na coleção Sol Tax Papers, e sua correspondência com Margaret Mead está guardada na Biblioteca do Congresso. Em 2009, Iwańska foi interpretada por Marieta Żukowska no filme Generał. Zamach na Gibraltarze. Em 2015, a Universidade Columbia e a New School for Social Research sediaram um seminário focado no trabalho de Iwańska, examinando não apenas sua carreira enquanto acadêmica, mas também seu trabalho como autora. Em 2019, Grażyna Kubica-Heller, da Universidade Jaguelônica, apresentou um artigo Strong authorial 'I' and feminist sensitivity – two Polish women-anthropologists in British and American academia no Congresso da União Internacional de Ciências Antropológicas e Etnológicas. O artigo avaliou por que as contribuições de Iwańska e Maria Czaplicka à antropologia foram esquecidas por décadas e como a re-imagem da história em uma perspectiva feminista recuperou suas obras.

## Trabalhos selecionados

### Trabalhos científicos
- Iwańska, Alicja (1958). Good Fortune: Second Chance Community. Col: Bulletin #589. Pullman, Washington: State College of Washington, Agricultural Experiment Station. OCLC 17788400
- Iwańska, Alicja (1963). «New Knowledge: The impact of school upon traditional structure of a Mexican village». Berlim: Duncker & Humblot. Sociologus. 13 (13): 137–150. ISSN 0038-0377. JSTOR 43644115. OCLC 883036851
- Iwańska, Alicja (1964). «The Mexican Indian: Image and Identity». Miami, Flórida: Universidade de Miami. Journal of Inter-American Studies. 6 (4): 529–536. ISSN 0885-3118. JSTOR 165002. doi:10.2307/165002
- Iwańska, Alicja (1965). «The Impact of Agricultural Reform on a Mexican Indian Village». Berlim: Duncker & Humblot. Sociologus. 15 (15): 54–67. ISSN 0038-0377. JSTOR 43644162. OCLC 883038609
- Iwańska, Alicja (1966). «Division of Labor among Men and Women in a Mazahua Indian Village of Central Mexico». Berlim: Duncker & Humblot. Sociologus. 16 (16): 173–186. ISSN 0038-0377. JSTOR 43644977. OCLC 883021496
- Iwańska, Alicja (1967). «Mazahua Purgatory: Symbol of Permanent Hope». Cidade do México: Universidade Nacional Autônoma do México. América Indígena. 37 (1): 91–100. ISSN 0185-1179. OCLC 751385798
- Iwańska, Alicja (1971). Purgatory and Utopia: A Mazahua Indian Village of Mexico. Cambridge, Massachusetts: Schenkman Publishing Company. OCLC 974659876
- Iwańska, Alicja (1972). Purgatorio y utopía: una aldea de los indígenas mazahuias. Col: Sep Setentas (em espanhol). 41. Cidade do México: Secretaria de Educação Pública. OCLC 249305742
- Iwańska, Alicja (1977). The Truths of Others: An Essay on Nativistic Intellectuals in Mexico. Cambridge, Massachusetts: Schenkman Publishing Company. OCLC 253803872
- Iwańska, Alicja (1981). Exiled governments: Spanish and Polish: An Essay in Political Sociology. Cambridge, Massachusetts: Schenkman Publishing Company. ISBN 978-0-870-73553-0
- Iwańska, Alicja (1998). Polish Intelligentsia in Nazi Concentration Camps and American Exile: A Study of Values in Crisis Situations. Lewiston, Nova Iorque: Edwin Mellen Press. ISBN 978-0-773-48388-0

### Literatura
- Iwańska, Alicja (1938). Wielokąty (em polaco). Varsóvia: F. Hoesicka. OCLC 836726555
- Iwańska, Alicja (1968). Świat przetłumaczony (em polaco). Paris: Kultura Literary Institute Association. OCLC 384247
- Iwańska, Alicja (1980). Karnawały (em polaco). Londres: Oficyna Poetów i Malarzy. OCLC 10459230
- Iwańska, Alicja (1983). Ucieczki (em polaco). Londres: Polska Fundacja Kulturalna. ISBN 978-0-850-65118-8
- Iwańska, Alicja (1987). Niezdemobilizowani: (Poznań - Warszawa 1945-1946) (em polaco). Varsóvia: Wydawnictwo Głos. OCLC 297586901
- Iwańska, Alicja (1988). Baśń amerykańska (em polaco). Londres: Aneks. ISBN 978-0-906-60150-1
- Iwańska, Alicja; Gralewski, Jan (1990).  Iwańska, Alicja, ed. Wojenne odcinki: (Warszawa 1940-1943) (em polaco) 2 ed. Varsóvia: Oficyna Wydawnicza. ISBN 978-8-385-08304-7
- Iwańska, Alicja (1992). Właśnie tu!: rzecz o dziewiȩtnastowiecznym Jean Marie Guyau i dwudziestowiecznej sobie samej (em polaco). Londres: Polska Fundacja Kulturalna. ISBN 978-0-850-65280-2
- Iwańska, Alicja (1993). Potyczki i przymierza: pamiętnik 1918-1985 (em polaco) 1 ed. Varsóvia: Gebethner i Ska. ISBN 978-8-385-20533-3
- Iwańska, Alicja (1995). Kobiety z firmy: sylwetki pięciu kobiet z AK pracujących w wywiadzie i kontrwywiadzie (em polaco). Londres: Polska Fundacja Kulturalna. ISBN 978-0-850-65311-3